# Netolice
Netolice település Csehországban, a Prachaticei járásban. Netolice Lužice, Hracholusky, Malovice, Mahouš, Olšovice, Babice, Strunkovice nad Blanicí és Lhenice településekkel határos. Lakosainak száma 2498 fő (2024. január 1.).

## Népesség
A település lakosságának változását az alábbi diagram mutatja:
| Lakosok száma | 3136 | 3270 | 3018 | 2507 | 2568 | 2595 | 2581 | 2587 | 2521 | 2498 |
|               | 1869 | 1900 | 1921 | 1961 | 1980 | 2011 | 2016 | 2019 | 2021 | 2024 |